# Poison (Отель Хазбин)
«Poison» (с англ. — «Яд») — песня из четвёртого эпизода «Masquerade» американского независимого анимационного сериала «Отель Хазбин», в которой участвует персонаж Энджел Даст (озвучивает Блейк Роман).
5 января 2024 года песня и текст были опубликованы на YouTube и Spotify компанией Amazon Prime Video и с тех пор набрали 9 млн просмотров и 37 млн потоков соответственно. Песня также заняла второе место в американском чарте Bubbling Under Hot 100. Песня рассказывает о тьме, связанной с психологическим насилием в отношениях, в сочетании с тем, насколько травмирующими для человека являются чрезмерные сексуальные отношения.

## Чарты
| Чарт (2024)                            | Пик-позиция |
| -------------------------------------- | ----------- |
| Канада (Canadian Hot 100)              | 69          |
| Новая Зеландия (Recorded Music NZ)     | 24          |
| Великобритания (UK Singles Chart)      | 55          |
| США Bubbling Under Hot 100 (Billboard) | 2           |